# Tiempos modernos
Tiempos modernos (Modern Times en inglés) es un largometraje de 1936 escrito y dirigido por Charles Chaplin, que fue también el actor principal. Esta película es un  reflejo de las condiciones desesperadas de las cuales era víctima un empleado de la clase obrera en la época de la Gran Depresión, en la visión dada por la película, por la eficiencia de la industrialización y la producción en cadena. En la película también intervienen Paulette Goddard, Henry Bergman, Tiny Sandford y Chester Conklin. Tiempos modernos muestra escenas de corte futurista de la fábrica en la que trabaja Charlot que podrían tener influencia de la película de Fritz Lang Metrópolis y de la famosa ilustración Mechanophobia de John Vassos, aparecida en 1931.
Es la primera película de Charles Chaplin en la que a este se le puede escuchar su voz mientras canta en el bar.

## Descripción
Tiempos modernos es una mezcla entre el cine mudo y el sonoro; a veces es considerada como la última película muda de la historia. Se emplearon algunos efectos auditivos, como música, cantantes y voces provenientes de radios y altavoces así como la sonorización de la actividad de las máquinas. Al final puede oírse brevemente la voz de Charles Chaplin. Y es la primera película en la que se escucha su voz. El actor canta una versión de la canción de Léo Daniderff «Je cherche après Titine», pero con una lengua inexistente, conocida como «Charabia» en español (algarabía), cuyos sonidos tratan de asemejarse a una mezcla de francés e italiano, con alguna palabra reconocible en inglés.
Considerado como un ejemplo de crítica social, el mismo Chaplin negó la relevancia que muchos han querido darle a su trabajo en este largometraje. En la obra se mezcla la ficción con la realidad, para tomarla con un poco de humor.

## Argumento

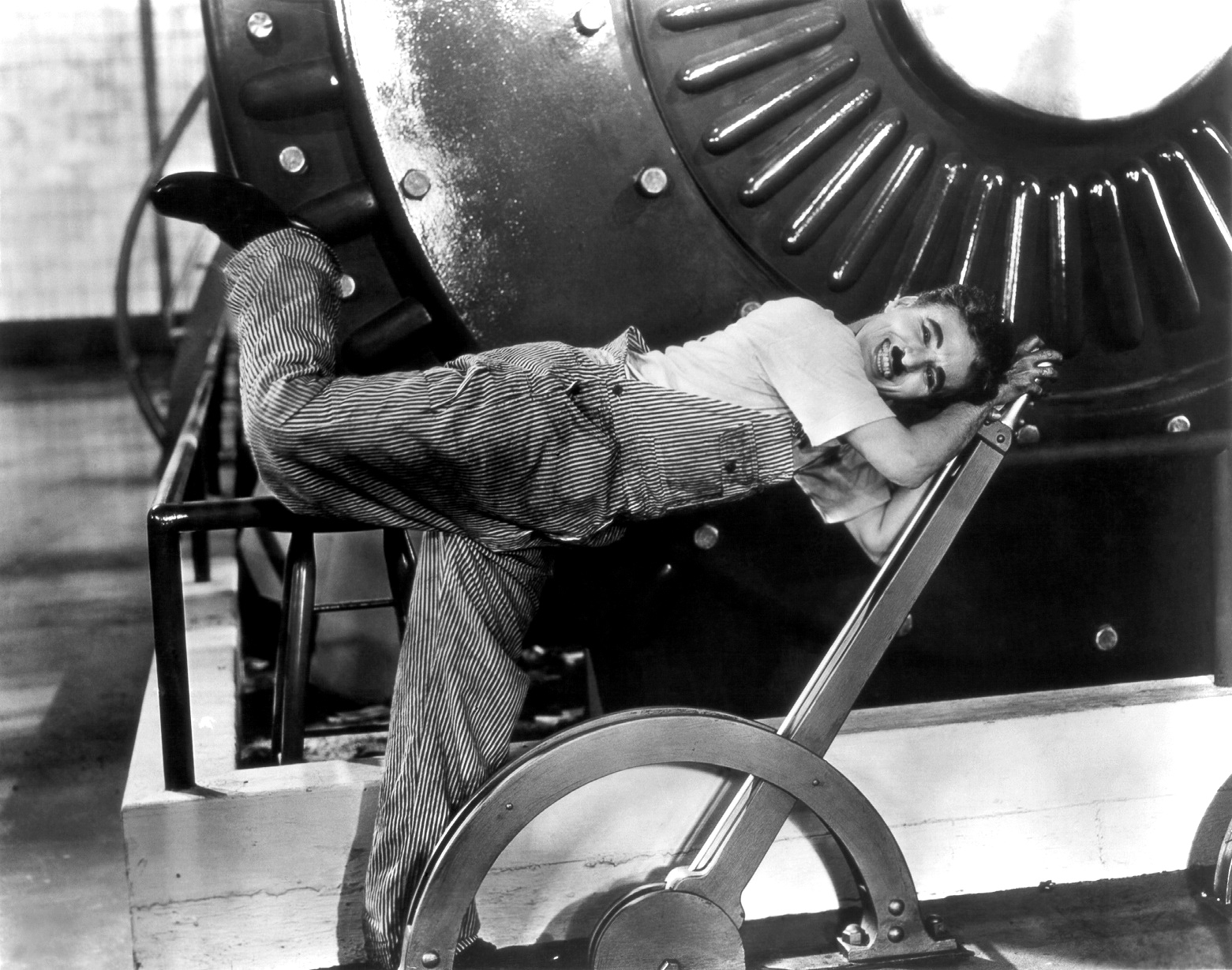
Fotografía publicitaria de Charlie Chaplin para el film Modern Times (1936)

Extenuado por el frenético ritmo de la cadena de montaje, un obrero metalúrgico que trabaja apretando tuercas acaba perdiendo la razón. Después de recuperarse en un hospital, sale y es encarcelado por participar en una manifestación en la que se encontraba por casualidad. En la cárcel, también sin pretenderlo, ayuda a controlar un motín, gracias a lo cual queda en libertad. Una vez fuera, emprende la lucha por la victoria en compañía de una pobre joven huérfana a la que conoce en la calle.
En lugar de ser una película cómica típica, es más bien un largometraje que se enfocó en mostrar el aspecto social de esa época. Siendo cine mudo en blanco y negro (y a pesar de que actualmente parecería imposible) transmite claramente su mensaje: una crítica al sistema capitalista de esos días. Muestra el trabajo mecanizado, la producción en cadena, los bajos, el estrés, la opresión, el hambre, la pobreza e injusticia social que vive esa sociedad, principalmente la clase baja y más vulnerable de Estados Unidos. La película comienza mostrando la vida de un obrero de fábrica que vive en plena revolución industrial durante la depresión económica de 1929. La desesperación por empleo, como muestra la película, generaba largas filas para conseguir un cupo en la fábrica. La película compara a los obreros con un rebaño de ovejas que sigue a su pastor, el pastor se podría interpretar como el capitalismo.
Los obreros que conseguían el cupo trabajaban como verdaderas máquinas. Muchos de ellos, a causa del estrés, o del cansancio físico y psicológico, terminaban con ataques de nervios, como muestra la escena en que Charles, de tanto apretar tuercas, terminó desquiciado.
También podemos observar la crítica a las condiciones de pobreza y su relación con el delito en el retrato de la vida de una joven que, desesperada por alimento para ella y su familia, tiene que romper la ley.
La película enfatiza en mostrar la forma como el maquinismo y el capitalismo le quitan la humanidad a los trabajadores. La labor que Chaplin hace es una exageración del Fordismo donde el trabajo especializado se ha reducido ridículamente a hacer sólo una parte del giro de una tuerca, lo cual es terminado por otros, lo que acelera el trabajo. Sin embargo, este enajenante trabajo trae consecuencias físicas, corporales y psicológicas, que Chaplin las hace ver como parte de lo divertido de la película. Transforma algo trágico en algo cómico sin faltar el respeto a sus compañeros.
A la vez conoce a una chica de la que se enamora.

## Personajes

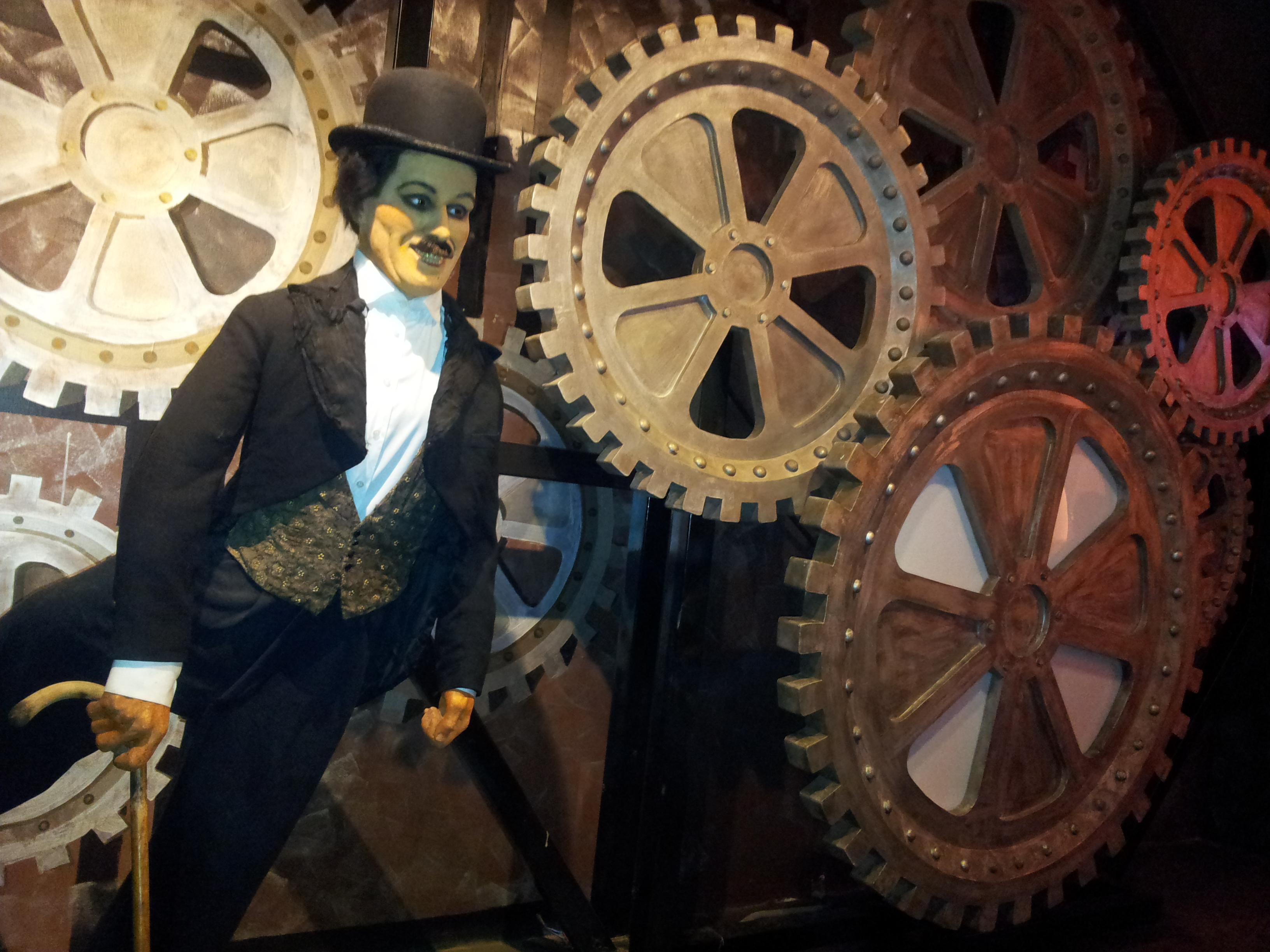
Homenaje del Museum at Innovative Film de Bangalore.

- Charles Chaplin: Charlot (anunciado también como Charlie Chaplin y protagonista)
- Paulette Goddard: niña pobre (protagonista)
- Henry Bergman: Propietario del café
- Tiny Sandford: Big Bill
- Chester Conklin: Mecánico
- Hank Mann: Ladrón
- Stanley Blystone: Padre de la protagonista
- Al Ernest Garcia: Presidente de la Steel Corp. Electro (Allan García)
- Richard Alexander: Alcalde de la prisión (Dick Alexander)
- Cecil Reynolds: Ministro
- Mira McKinney: La esposa del ministro
- Murdock MacQuarrie: J. Widdecombre Billows
- Wilfred Lucas: Oficial de menores

## Premios y nominaciones
National Board of Review
| Año  | Reconocimiento                | Resultado |
| ---- | ----------------------------- | --------- |
| 1936 | Diez películas más destacadas | Incluida  |